# Quantum Information Processing
Quantum Information Processing is een internationaal, aan collegiale toetsing onderworpen wetenschappelijk tijdschrift op het gebied van de
mathematische fysica.
De naam wordt in literatuurverwijzingen meestal afgekort tot Quant. Inform. Process.